# Cattedrali in Uganda

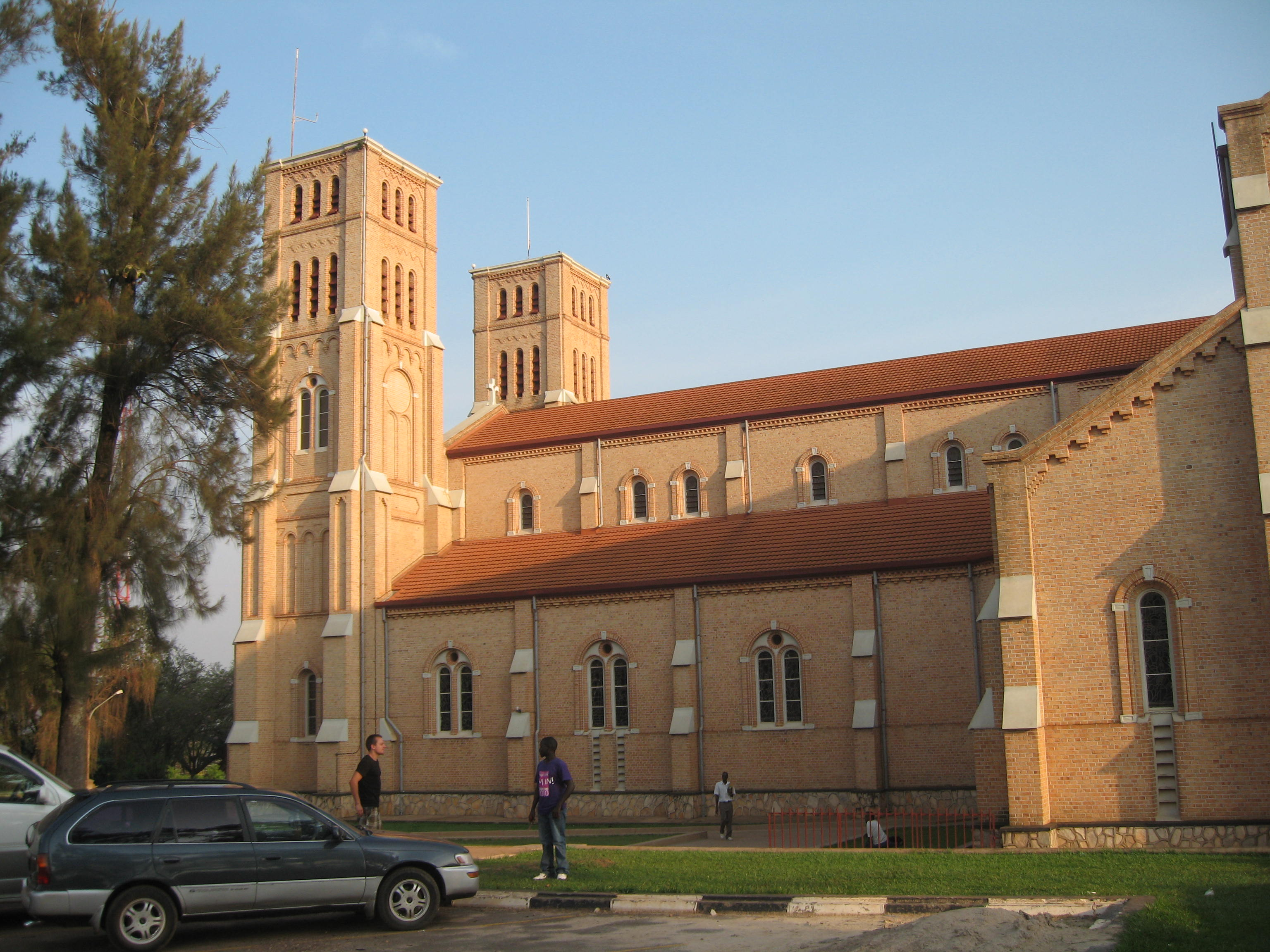
Cattedrale di Santa Maria, Kampala

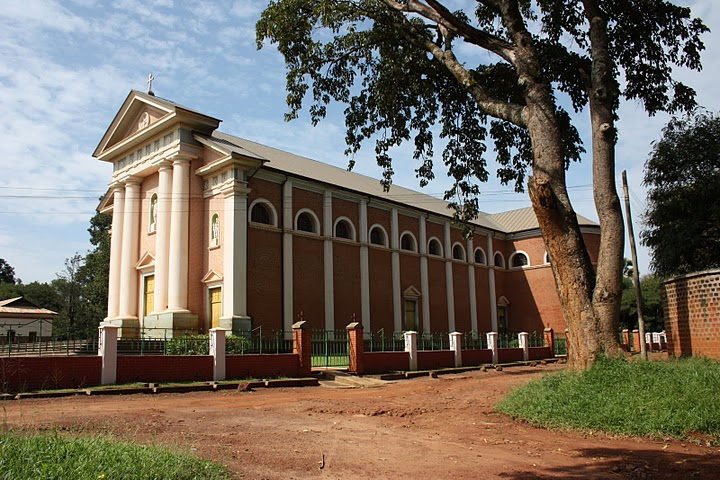
Cattedrale di San Giuseppe, Gulu

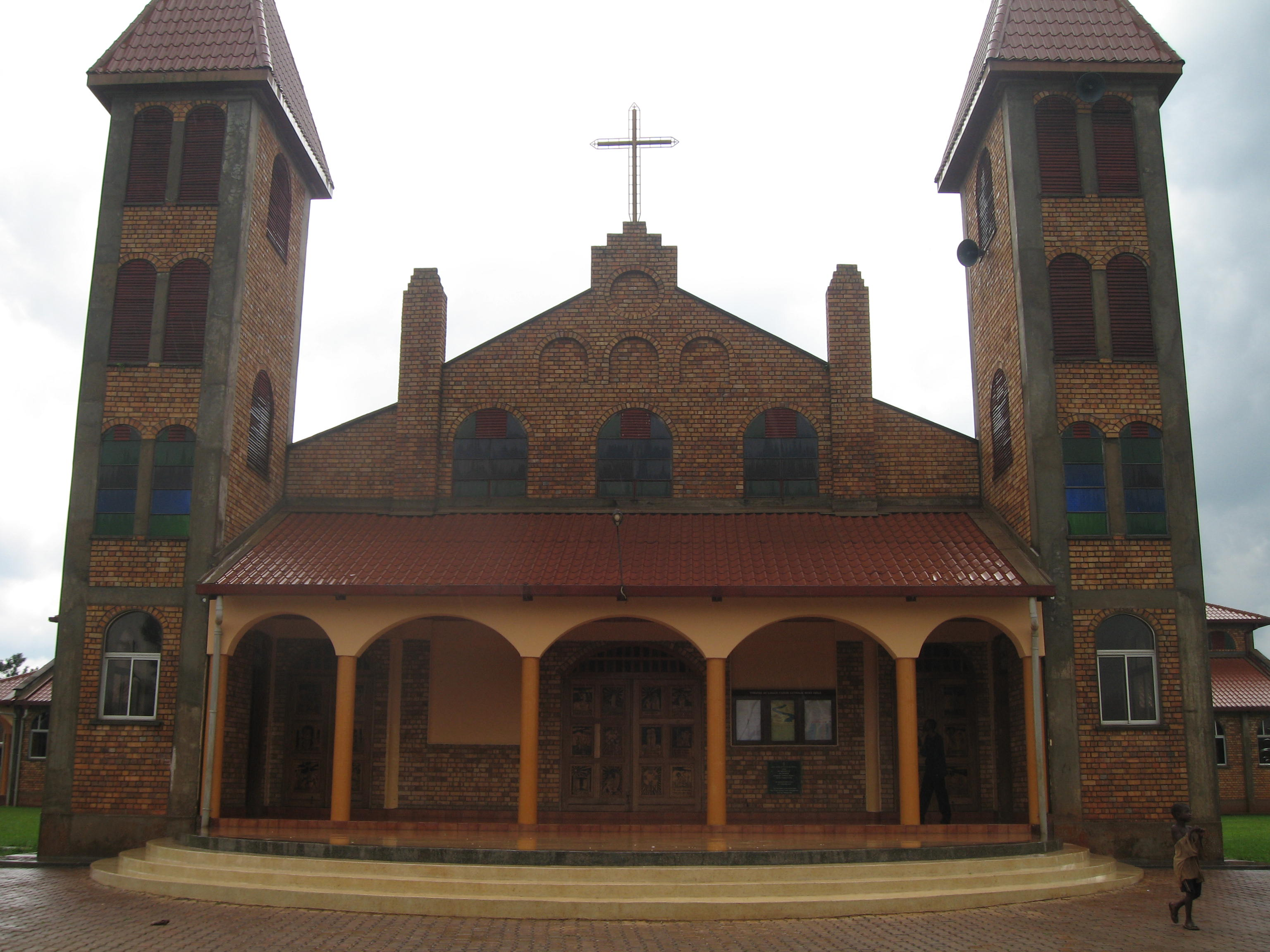
Cattedrale di Nostra Signora della Pace, Luweero

Questa è una lista delle cattedrali in Uganda.

## Cattedrali cattoliche
| Cattedrale                                     | Arcidiocesi o Diocesi      | Località    |
| ---------------------------------------------- | -------------------------- | ----------- |
| Cattedrale di San Giuseppe                     | Arcidiocesi di Gulu        | Gulu        |
| Cattedrale del Sacro Cuore                     | Diocesi di Arua            | Arua        |
| Cattedrale dei Santi Martiri Ugandesi          | Diocesi di Lira            | Lira        |
| Cattedrale del Cuore Immacolato di Maria       | Diocesi di Nebbi           | Nebbi       |
| Cattedrale di Santa Maria                      | Arcidiocesi di Kampala     | Kampala     |
| Cattedrale di Nostra Signora della Pace        | Diocesi di Kasana-Luweero  | Luweero     |
| Cattedrale di San Noè Mawaggali                | Diocesi di Kiyinda-Mityana | Mityana     |
| Cattedrale di Nostra Signora Regina della Pace | Diocesi di Lugazi          | Lugazi      |
| Cattedrale di Nostra Signora dei Dolori        | Diocesi di Masaka          | Masaka      |
| Cattedrale di Santa Maria Nyamitanga           | Arcidiocesi di Mbarara     | Mbarara     |
| Cattedrale di Nostra Signora della Nevi        | Diocesi di Fort Portal     | Fort Portal |
| Cattedrale di San Pietro                       | Diocesi di Hoima           | Hoima       |
| Cattedrale di Nostra Signora del Buon Pastore  | Diocesi di Kabale          | Kabale      |
| Cattedrale dell'Assunzione di Maria Vergine    | Diocesi di Kasese          | Kasese      |
| Cattedrale dei Martiri dell'Uganda             | Arcidiocesi di Tororo      | Tororo      |
| Cattedrale di San Giuseppe                     | Diocesi di Jinja           | Jinja       |
| Cattedrale del Buon Pastore                    | Diocesi di Kotido          | Kotido      |
| Cattedrale della Regina Mundi                  | Diocesi di Moroto          | Moroto      |
| Cattedrale dell'Immacolata Concezione          | Diocesi di Soroti          | Soroti      |

## Cattedrali anglicane
| Cattedrale                            | Arcidiocesi o Diocesi                        | Località    |
| ------------------------------------- | -------------------------------------------- | ----------- |
| Cattedrale di San Giacomo             | Diocesi anglicana di Ankole                  | Mbarara     |
| Cattedrale di San Pietro              | Diocesi anglicana di Ankole Occidentale      | Kabwohe     |
| Cattedrale anglicana di Masaka        | Diocesi anglicana del Buganda Occidentale    | Masaka      |
| Cattedrale di San Giovanni            | Diocesi anglicana del Buganda Centrale       | Kasaka      |
| Cattedrale di San Pietro              | Diocesi anglicana di Bunyoro–Kitara          | Hoima       |
| Cattedrale di San Pietro              | Diocesi anglicana di Bukedi                  | Tororo      |
| Cattedrale di Cristo                  | Diocesi anglicana di Busoga                  | Bugembe     |
| Cattedrale di Tutti i Santi           | Diocesi anglicana di Kampala                 | Kampala     |
| Cattedrale di San Pietro              | Diocesi anglicana di Kigezi                  | Rugarama    |
| Cattedrale di Santo Stefano           | Diocesi anglicana di Kumi                    | Kumi        |
| Cattedrale di Tutti i Santi           | Diocesi anglicana di Kinkiizi                | Kinkiizi    |
| Cattedrale di Tutti i Santi           | Diocesi anglicana di Kitgum                  | Kitgum      |
| Cattedrale di Tutti i Santi           | Diocesi anglicana di Lango                   | Lira        |
| Cattedrale di Sant'Andrea             | Diocesi anglicana di Mbale                   | Mbale       |
| Cattedrale di Sant'Andrea             | Diocesi anglicana di Mityana                 | Mityana     |
| Cattedrale di Sant'Andrea             | Diocesi anglicana di Muhabura                | Muhabura    |
| Cattedrale dei Santi Andrea e Filippo | Diocesi anglicana di Mukono                  | Mukono      |
| Cattedrale di San Paolo               | Diocesi anglicana di Namirembe               | Namirembe   |
| Cattedrale di San Giovanni            | Diocesi anglicana di Ruwenzori               | Fort Portal |
| Cattedrale di San Paolo               | Diocesi anglicana del Ruwenzori Meridionale  | Kasese      |
| Cattedrale di San Pietro              | Diocesi anglicana di Soroti                  | Soroti      |
| Cattedrale di San Filippo             | Diocesi anglicana dell'Uganda Settentrionale | Gulu        |

## Cattedrale greco-ortodossa
| Cattedrale               | Diocesi                                    | Città   |
| ------------------------ | ------------------------------------------ | ------- |
| Cattedrale di San Nicola | Arcidiocesi di Kampala e di Tutto l'Uganda | Kampala |